# Hendrik Pekeler
Hendrik Pekeler (Itzehoe, 2 de julio de 1991) es un jugador de balonmano alemán que puede jugar tanto de central como de pívot, siendo esta última la más habitual y su equipo actual es el THW Kiel de la Bundesliga y en la selección de balonmano de Alemania.
Con la selección ha ganado el Campeonato Europeo de Balonmano Masculino de 2016 y el bronce en los Juegos Olímpicos de Río de Janeiro de 2016.

## Palmarés

### THW Kiel
- Liga de Alemania de balonmano (3): 2010, 2020, 2021, 2023
- Liga de Campeones de la EHF (2): 2010, 2020
- Copa de Alemania de balonmano (2): 2019, 2022
- Copa EHF (1): 2019
- Supercopa de Alemania de balonmano (4): 2020, 2021, 2022, 2023

### Rhein-Neckar Löwen
- Liga de Alemania de balonmano (2): 2016, 2017
- Supercopa de Alemania de balonmano (1): 2017
- Copa de Alemania de balonmano (1): 2018

## Clubes
- THW Kiel (2009-2010)
- Bergischer HC (2010-2012)
- TBV Lemgo (2012-2015)
- Rhein-Neckar Lowen (2015-2018)
- THW Kiel (2018- )